# خرونینگن (استان)
خرونینگن (به هلندی: Groningen) استانی در هلند است که در شمال شرقی این کشور قرار گرفته است.
این استان از شرق با ایالت نیدرزاکسن آلمان، از جنوب با درنته، در غرب با فریسلاند و در شمال با دریای وادن همسایه است.
مرکز این استان شهر خرونینگن است.

## نگارخانه

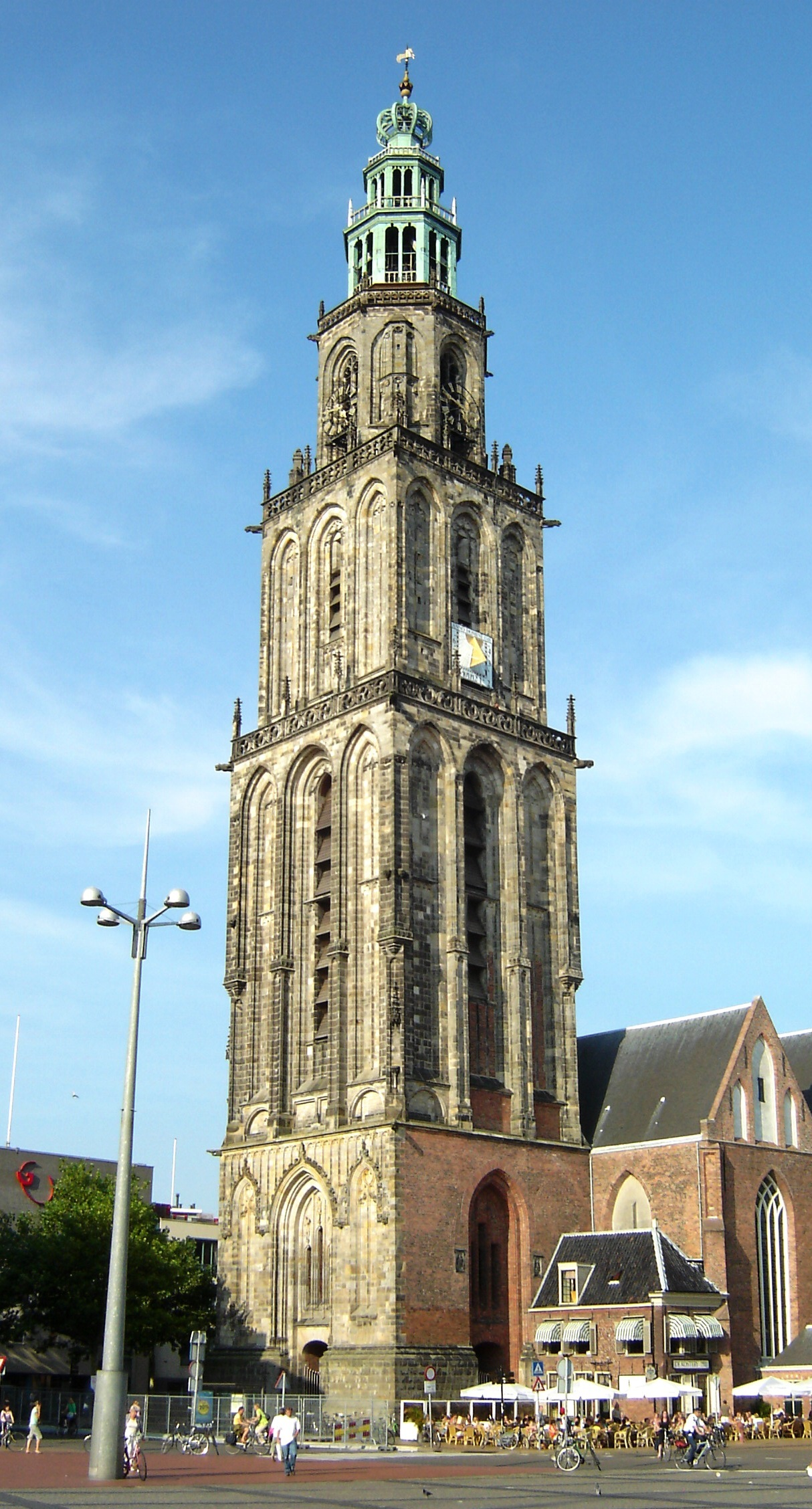
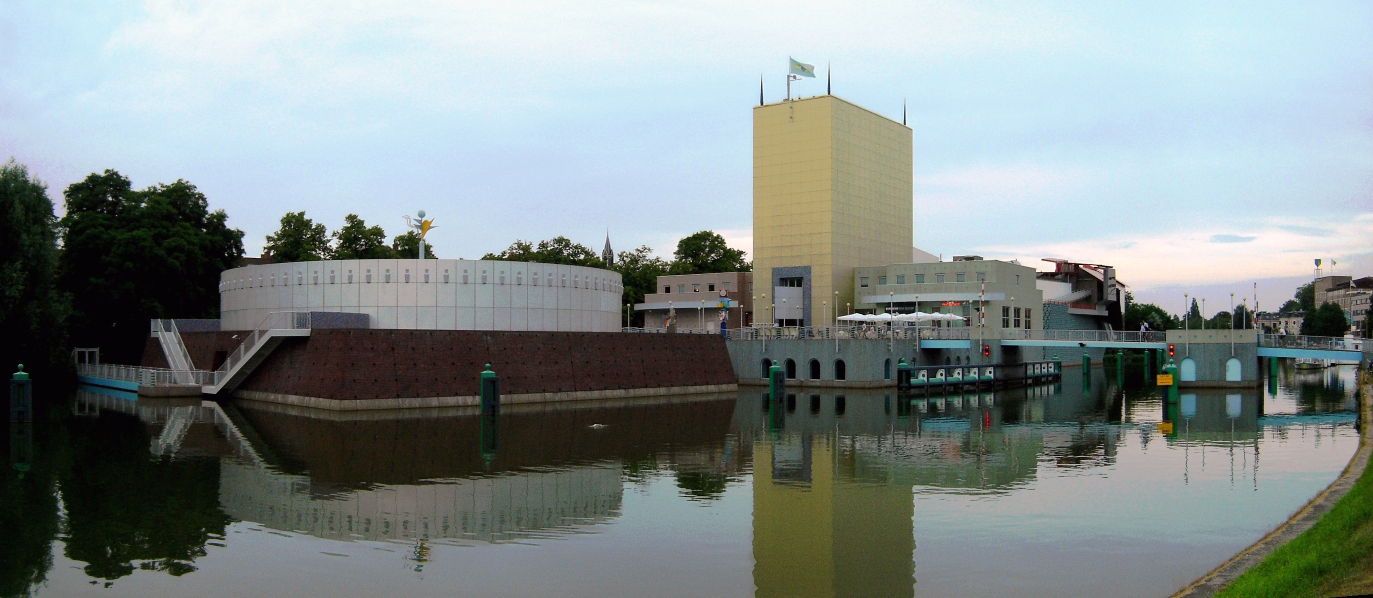
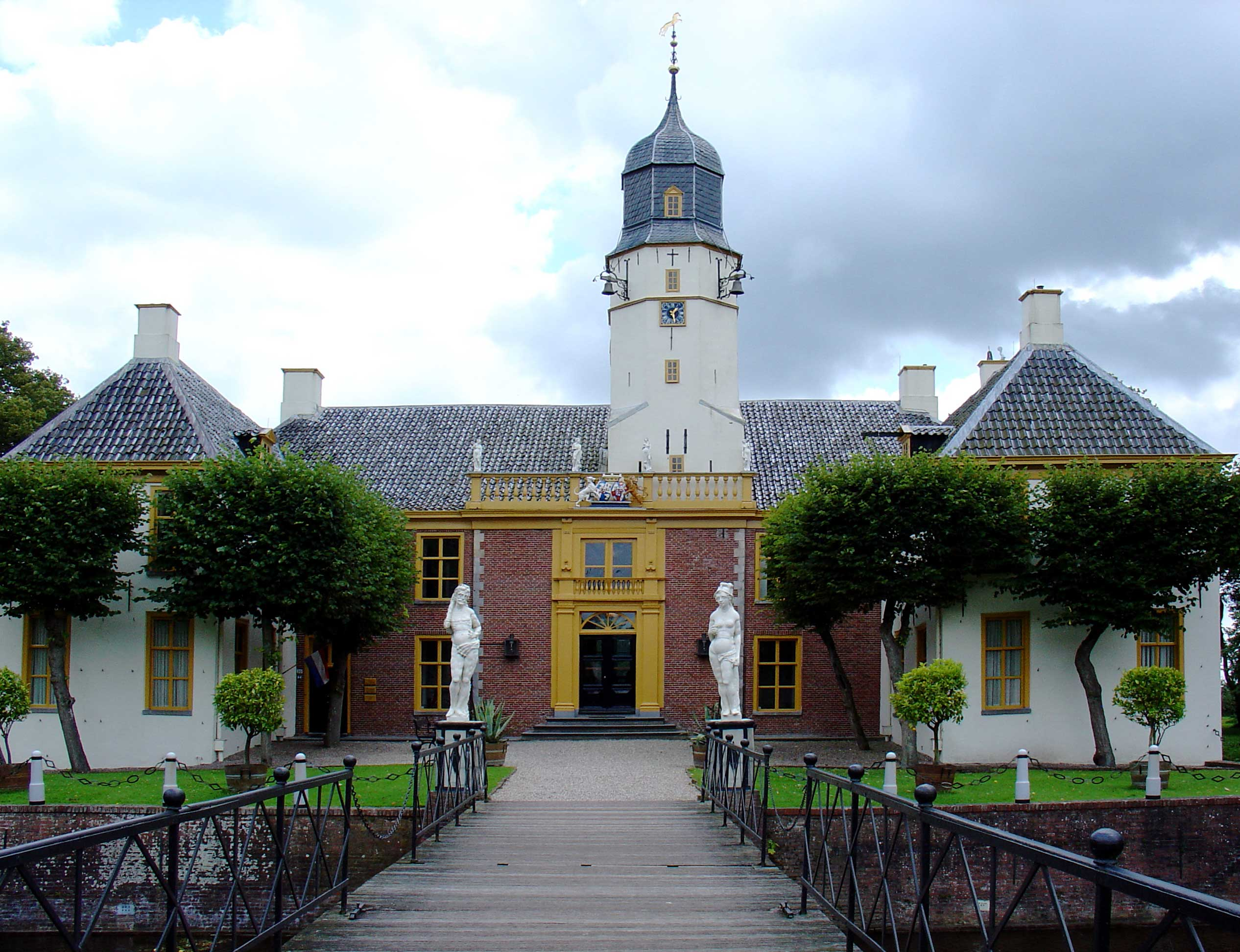
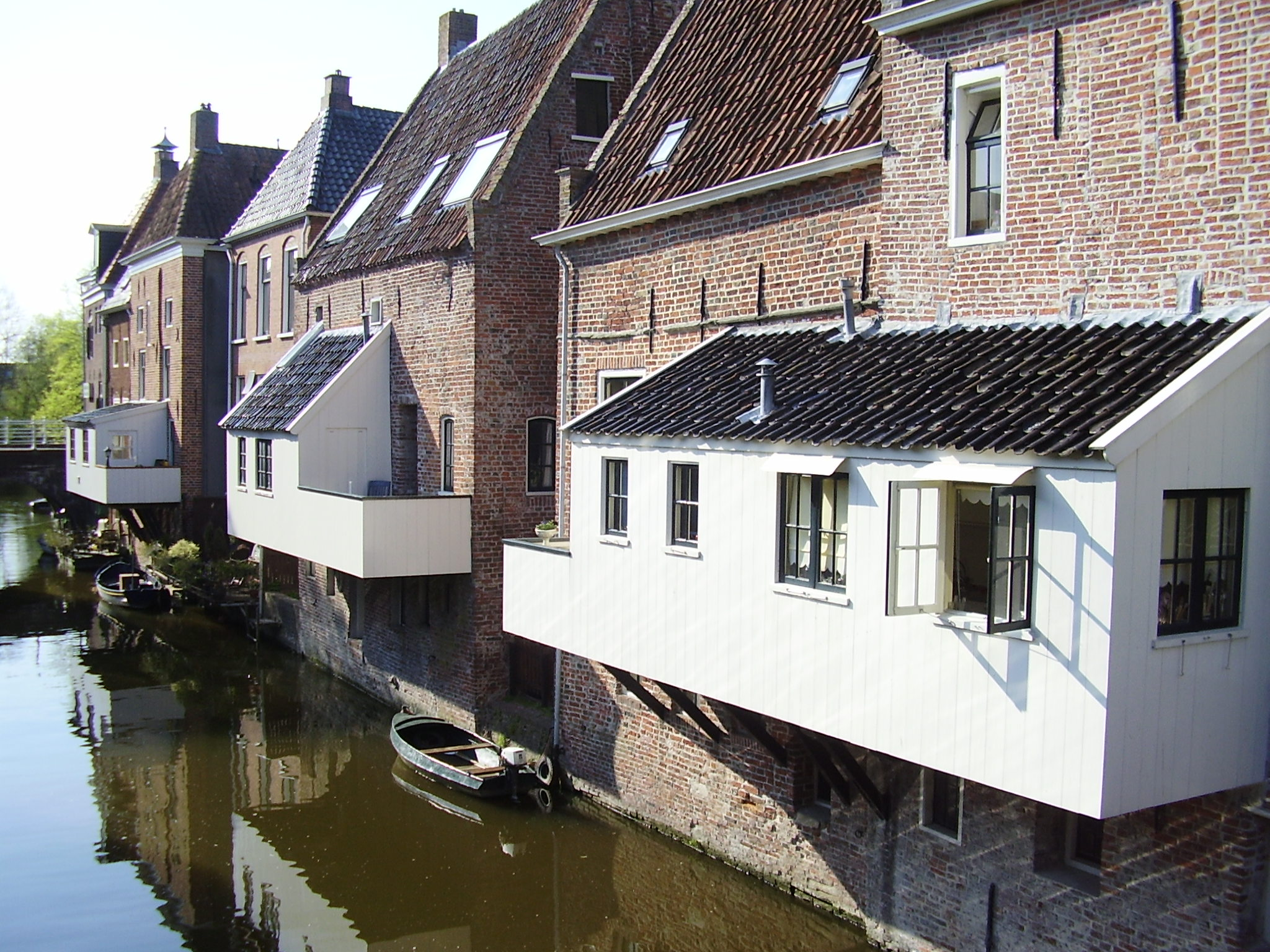